# Ilse Kaschube
Ilse Kaschube, później Zeisler (ur. 24 czerwca 1953 w Altentreptow) – niemiecka kajakarka. Srebrna medalistka olimpijska z Monachium.
Reprezentowała Niemiecką Republiką Demokratyczną. Zawody w 1972 były jej jedynymi igrzyskami olimpijskimi. Medal zdobyła w kajakowej dwójce na dystansie 500 metrów. Partnerowała jej Petra Grabowski. Na mistrzostwach świata zdobyła dwa złote medale, zwyciężając  w 1973 w kajakowej dwójce i w kajakowej czwórce w 1974.